# Middelhagen
Middelhagen est une commune sur l'île de Rügen, dans l'arrondissement de Poméranie-Occidentale-Rügen, Land de Mecklembourg-Poméranie-Occidentale.

## Géographie
Middelhagen se situe tout à l'est de l'île, sur la péninsule de Mönchgut. Son territoire est bordé par les baies  de Rügen, de Having et de Hagensche Wiek et à l'intérieur de la réserve de biosphère du sud-est de Rügen.
Elle comprend les quartiers de Middelhagen, Alt Reddevitz, Lobbe et Mariendorf.

## Histoire
Middelhagen est mentionnée la première fois en 1250.
Alt Reddevitz est célèbre par une grande tombe de pierre, "la Tombe du duc". La tombe mégalithique est découverte en 1922, plusieurs fouilles la dégagent totalement ainsi que d'autres tombes plus petites et simples. Elle date du Néolithique. Au total, on a trové une quarantaine de squelettes ensemble, ce qui en fait un site exceptionnel.
Lobbe voit la construction d'un site militaire suédois après les traités de Westphalie en 1648. Par la suite, son territoire devient un lieu de bataille entre le Brandenborg puis la Prusse et la Suède (notamment entre 1675 et 1679, en 1759). En 1807, les troupes de l'Angleterre débarquent à Lobbe pour aider la Suède contre Napoléon. Après le retour de Rügen dans la Prusse en 1815, le site est abandonné.
Le 2 novembre 1990, Angela Merkel tient un de ses premiers discours à la maison des pêcheurs de Lobbe. Elle y revient en 2009, mais il n'y a plus de pêcheurs à Lobbe.

## Source, notes et références
- (de) Cet article est partiellement ou en totalité issu de l’article de Wikipédia en allemand intitulé « Middelhagen » (voir la liste des auteurs).